# MHP Riesen Ludwigsburg
Die MHP Riesen Ludwigsburg (Eigenschreibweise MHP RIESEN Ludwigsburg; rechtlich BG Ludwigsburg e. V.) sind ein in der höchsten deutschen Spielklasse Basketball-Bundesliga spielender Basketballverein aus Ludwigsburg.

## Geschichte
Der Basketballsport in Ludwigsburg blickt auf eine lange Tradition zurück. Die Wurzeln der heutigen MHP Riesen Ludwigsburg gehen auf die im Jahr 1960 gegründete Basketballabteilung von DJK Ludwigsburg zurück. Nachdem die Mannschaft in den 1960er Jahren erste Erfolge hatten erzielen können und als es die finanziellen Verhältnisse der DJK Ludwigsburg es nicht gestatteten, die Kosten die durch einen Spielbetrieb im ganzen süddeutschen Raum entstanden zu tragen, schloss sich die Basketballabteilung 1970 der SpVgg 07 Ludwigsburg an. Unter diesem Namen gelang in der Saison 1979/80 auch der erstmalige Aufstieg in die Basketball-Bundesliga. 1981 stieg die Mannschaft wieder ab, 1986 gelang die Rückkehr in die Bundesliga. Am 29. Dezember 1987 spaltete sich die Basketballabteilung ab und gründet einen eigenen Verein unter dem Namen BG Ludwigsburg. Von 1990 bis 1994 nahm die Mannschaft als BG Stuttgart/Ludwigsburg am Bundesliga-Spielbetrieb teil, anschließend lautete der Name wieder BG Ludwigsburg. Aus diesem Verein ging der Verein BSG Basket Ludwigsburg hervor.

Altes Logo als EnBW Ludwigsburg

Die am Bundesligaspielbetrieb teilnehmende Mannschaft der EnBW Ludwigsburg wurde aus dem Hauptverein BSG Basket Ludwigsburg ausgegliedert, um eine Trennung zwischen Profi- und Amateurbereich herbeizuführen. Alle Jugend- und Amateurmannschaften gehören dem Basketball-Hauptverein BSG Basket Ludwigsburg an. Zwischen den beiden Vereinen besteht eine enge Kooperation, insbesondere um den Nachwuchs zu fördern, Talente zu holen und somit den Unterbau der Bundesligamannschaft zu sichern.
2002 stieg Ludwigsburg in die Basketball-Bundesliga auf, zuvor hatte man bis 1997 am Betrieb der höchsten Spielklasse teilgenommen.
In der Saison 2006/07 erreichte Ludwigsburg unter der Leitung des kroatischen Cheftrainers Silvano Poropat in der Bundesliga-Punktrunde auf den zweiten Rang und in die Playoffs. Im Viertelfinale wurde Leverkusen besiegt, in der Vorschlussrunde schied man gegen Bamberg aus, das danach in der Finalserie Quakenbrück besiegte und deutscher Meister wurde. 2008 wurde Ludwigsburg Vizepokalsieger, in der Meisterschaft wurden die Playoffs verpasst, es kam zur Trennung von Poropat, der die Mannschaft seit Februar 2004 betreute.
Nachdem der langjährige Sponsor EnBW zur Saison 2012/13 seinen Ausstieg verkündet hatte, suchten die Verantwortlichen über den Sommer einen neuen Mannschaftsnamen. Dieser wurde schließlich Neckar Riesen Ludwigsburg. Die Fans wurden daraufhin bei der Suche nach einem neuen Logo eingebunden. Mit dem neuen Namen erhoffen sich die Verantwortlichen einen höheren Identifikationswert mit der Region und dem Verein. Sportlich konnte die Mannschaft jedoch keinen Aufschwung erzeugen. Die gesamte Saison befand sich das Team im Tabellenkeller und kämpfte um den Klassenerhalt. Auch ein Trainerwechsel von Steven Key hin zu dessen US-Landsmann John Patrick Anfang des Jahres 2013 brachte keinen nachhaltigen Erfolg und am letzten Spieltag unterlagen die Neckar Riesen im entscheidenden Duell um den Klassenerhalt den Skyliners Frankfurt und stiegen somit sportlich in die 2. Bundesliga ProA ab. Jedoch verwehrte die Basketball-Bundesliga dem sportlichen Aufsteiger Düsseldorf Baskets aus wirtschaftlichen Gründen die Lizenz für die Spielzeit 2013/14 und die Neckar Riesen konnten sich über den Erwerb einer Wild Card den Klassenerhalt sichern.
Im August 2013 stellte das Management einen neuen Namensgeber vor. Ab der Spielzeit 2013/14 lief die Mannschaft unter dem Namen MHP Riesen Ludwigsburg auf. Das Beratungsunternehmen Mieschke Hofmann und Partner übernahm das Namensrecht an der Mannschaft. Zuvor war das Unternehmen bereits als Namensgeber für die Spielstätte der Mannschaft, die MHP Arena, aufgetreten.
Patrick führte die Ludwigsburger in der Saison 2013/14 nach jahrelanger Abstinenz wieder in die Bundesliga-Meisterrunde, wo man im Viertelfinale gegen Bayern München ausschied. 2014/15 qualifizierten sich die Riesen wieder als Tabellenachter für die Playoffs und mussten sich in der Runde der letzten Acht Bamberg beugen. Mit dem fünften Rang in der Bundesliga-Punktrunde 2015/16 verbuchte man die beste Platzierung seit 2007, kam aber erneut nicht über die erste Playoff-Runde hinaus (2:3 Spiele gegen Bayern München). In der Saison 2016/17 erreichten die MHP Riesen zum vierten Mal in Folge die Playoffs, mussten sich aber erneut in der ersten Runde geschlagen geben (2:3 Spiele gegen Ratiopharm Ulm). Als großer Erfolg wurde der Einzug ins Halbfinale des BBL-Pokals bezeichnet. Der Sprung ins Endspiel wurde verpasst, man unterlag Bamberg.
In der Saison 2017/18 zog die Mannschaft in der Champions League ins Halbfinale ein, dort folgte das Aus gegen AS Monaco (65:87). Im Spiel um den dritten Platz unterlag man UCAM Murcia (74:85). Ludwigsburgs John Patrick wurde als bester Trainer der Champions-League-Spielzeit 2017/18 ausgezeichnet.
In der Spielzeit 2019/20 stand Ludwigsburg auf dem zweiten Bundesliga-Tabellenplatz (17 Siege, vier Niederlagen), als der Spielbetrieb der Liga wegen der Ausbreitung des Virus SARS-CoV-2 unterbrochen wurde, um später im Rahmen eines Saisonschlussturniers wieder aufgenommen zu werden. Bei dem Turnier schlug die Mannschaft unter anderem dank eines überragenden Marcos Knight Ulm in der Vorschlussrunde und zog erstmals ins Bundesliga-Finale ein. Patrick setzte in Ludwigsburg auf eine Spielweise, die laut Marco Baldi, Geschäftsführer von Endspielgegner Alba Berlin, auf das Zerstören des gegnerischen Spiels ausgelegt ist und von den gegnerischen Mannschaften als unbequem eingeschätzt wird. Das Finalhinspiel gegen Berlin verlor Ludwigsburg deutlich mit 65:88 und musste dabei ebenso wie in der zweiten Partie ohne seinen während des vorherigen Turniers besten Mann, Marcos Knight, auskommen, der unter einer Fußverletzung litt. Im Finalrückspiel musste man sich 74:75 geschlagen geben.
Ende April 2021 fuhr Ludwigsburg seinen 27. Sieg in der Saison 2020/21 ein und stellte damit eine neue Bestmarke in der Vereinsgeschichte bei der Anzahl an Hauptrundensiegen auf. Anfang Mai 2021 stand die Mannschaft als Meister der Bundesliga-Hauptrunde fest. Mit einer Bilanz von 30 Siegen und vier Niederlagen schloss Ludwigsburg die Hauptrunde 2020/21 ab, in sämtlichen 17 Heimspielen blieb man ungeschlagen. Im Halbfinale musste man sich dem FC Bayern München geschlagen geben.
In der Saison 2021/22 stand die Mannschaft wieder im Halbfinale der Champions League, verpasste aber das Endspiel. Im Spiel um den dritten Platz wurde anschließend Hapoel Holon bezwungen. In der Bundesliga schied man im Halbfinale gegen Alba Berlin aus. Trainer John Patrick beendete seine Ludwigsburger Amtszeit im Juni 2022, um in einer Pause neue Kraft zu schöpfen und um einen Tapetenwechsel vorzunehmen. Nachfolger wurde der US-Amerikaner Josh King, der aus Prag nach Ludwigsburg zurückkam, nachdem er in der Vergangenheit zu Patricks Trainerstab gehört hatte. Unter King erreichte die Mannschaft in der Bundesliga das Halbfinale (2022/23) und das Viertelfinale (2023/24). Ende Mai 2024 wurde die Trennung verkündet. Im Juni 2024 kehrte John Patrick als Trainer aus Japan zurück.
In der Saison 2024/25 erreichten die Ludwigsburger das Viertelfinale im europäischen Wettbewerb FIBA Europe Cup, wo die Mannschaft gegen Jeanne d’Arc Dijon Bourgogne aus Frankreich ausschied. Ende März 2025 kam es zur sofortigen Trennung von John Patrick. Dem waren wettbewerbsübergreifend fünf Niederlagen in Folge vorausgegangen. Der vormalige Assistenztrainer Lars Masell trat die Nachfolge an. Zur Saison 2025/26 wurde Mikko Riipinen als neuer Trainer verpflichtet.

## Verein und Mannschaften
Profis, 2. Mannschaft (Pro B), U19 (NBBL) und U16 (JBBL) sind im BG Ludwigsburg e. V. organisiert. Die Profis treten dabei als MHP Riesen Ludwigsburg an. Die 2. Mannschaft wurde 2022 aufgrund des Aufstiegs aus der Regionalliga in die Pro B und der hier erhöhten Lizenzanforderungen in den BG Ludwigsburg e. V. überführt. 2. Mannschaft und Jugend treten als Porsche BBA an. Die Porsche Basketball-Akademie betreibt der BG Ludwigsburg e. V. gemeinsam mit dem BSG Ludwigsburg e. V., in dem auch die weiblichen Mannschaften (u.a 2. DBBL und WNBL) organisiert sind. Des Weiteren gibt es weitere männliche und weibliche Jugendmannschaften.
| Mannschaft                             | Liga                     |
| -------------------------------------- | ------------------------ |
| 1. Mannschaft (MHP Riesen Ludwigsburg) | Bundesliga               |
| 2. Mannschaft (Porsche BBA)            | ProB                     |
| U19 (Porsche BBA)                      | NBBL (U19-Bundesliga)    |
| U18                                    | Oberliga                 |
| U16 (Porsche BBA)                      | JBBL (U16-Bundesliga)    |
| U16                                    | Oberliga                 |
| 2 × U14                                | Oberliga bzw. Landesliga |
| U12                                    | beide Landesliga         |
| U10                                    | Landesliga               |

| Mannschaft    | Liga                  |
| ------------- | --------------------- |
| 1. Mannschaft | 2. DBBL               |
| 2. Mannschaft | Landesliga            |
| 2× U18        | WNBBL bzw. Landesliga |
| U16           | Regionalliga          |
| U14           | Regionalliga          |
| U12           | Landesliga            |

## Fans
In der Saison 2016/17 besuchten die Spiele der MHP Riesen in allen drei Wettbewerben insgesamt 102.066 Fans. Damit stellte der Club laut eigenen Angaben eine neue Zuschauer-Bestmarke auf. Der Schnitt in der Basketball-Bundesliga lag bei 3.878 und in der Basketball Champions League bei 2.871 Zuschauern. In der Basketball Bundesliga Hauptrunde 2022/2023 vermeldet der Verein eine Auslastung der Halle von 93 %.
Organisierte Unterstützung bekommt der Verein durch den Fanclub „Barock Pirates Ludwigsburg“. Die „Dunking Dukes“ haben sich aufgelöst.

## Sonstiges
Lurchi ist das offizielle Maskottchen des Vereins.

## Erfolge

### Bundesliga
- Halbfinale deutsche Meisterschaft 1991/92, 2006/07, 2020/21
- Deutscher Vizepokalsieger 1992, 2008
- Viertelfinale um die Deutsche Meisterschaft 2005, 2006, 2014, 2015, 2016
- 3. Platz im Deutschen Pokalwettbewerb 2005 in Frankfurt
- 3. Platz im Deutschen Pokalwettbewerb 2007 in Hamburg
- 4. Platz im Deutschen Pokalwettbewerb 2017
- Deutscher Vizemeister 2020
- Meister der Bundesliga-Hauptrunde 2021

### Europapokal
- Runde der letzten 32 im Korać-Cup: 1993/94
- Halbfinalteilnahme und 4. Platz in der Champions League 2018
- Halbfinalteilnahme und 3. Platz in der Champions League 2022

### Aufstieg
- Aufstieg 1. Bundesliga 1979/80
- Aufstieg 1. Bundesliga 1985/86
- Aufstieg aus der Regionalliga in die 2. Bundesliga 2000
- Aufstieg in die 1. Bundesliga 2002

## Spielzeiten und Platzierungen seit 1985

### Basketball-Bundesliga
| Jahre   | Platz Basketball-Bundesliga | Platz Basketball-Bundesliga-Playoffs |
| ------- | --------------------------- | ------------------------------------ |
| 2023/24 | 8                           | 5–8                                  |
| 2022/23 | 5                           | 3–4                                  |
| 2021/22 | 4                           | 3–4                                  |
| 2020/21 | 1                           | 3–4                                  |
| 2019/20 | 2                           | 2                                    |
| 2018/19 | 10                          |                                      |
| 2017/18 | 3                           | 3–4                                  |
| 2016/17 | 8                           | 5–8                                  |
| 2015/16 | 5                           | 5–8                                  |
| 2014/15 | 8                           | 5–8                                  |
| 2013/14 | 8                           | 5–8                                  |
| 2012/13 | 17                          |                                      |
| 2011/12 | 16                          |                                      |
| 2010/11 | 9                           |                                      |
| 2009/10 | 11                          |                                      |
| 2008/09 | 11                          |                                      |
| 2007/08 | 13                          |                                      |
| 2006/07 | 2                           | 3–4                                  |
| 2005/06 | 6                           | 5–8                                  |
| 2004/05 | 8                           | 5–8                                  |
| 2003/04 | 13                          |                                      |
| 2002/03 | 12                          |                                      |
| 2001/02 | 2. Basketball-Bundesliga    |                                      |
| 2000/01 | 2. Basketball-Bundesliga    |                                      |
| 1999/00 | Regionalliga                |                                      |
| 1998/99 | 2. Basketball-Bundesliga    |                                      |
| 1997/98 | 2. Basketball-Bundesliga    |                                      |
| 1996/97 | 14                          |                                      |
| 1995/96 | 12                          |                                      |
| 1994/95 | 5                           | 5–8                                  |
| 1993/94 | 12                          |                                      |
| 1992/93 | 3                           | 3–4                                  |
| 1991/92 | 3                           | 3–4                                  |
| 1990/91 | 7                           | 5–8                                  |
| 1989/90 | 7                           | 5–8                                  |
| 1988/89 | 6                           | 5–8                                  |
| 1987/88 | 8                           | 5–8                                  |
| 1986/87 | 9                           |                                      |
| 1985/86 | 2. Basketball-Bundesliga    |                                      |

### BBL-Pokal
| Jahre   | Ergebnis      |
| ------- | ------------- |
| 2023/24 | Achtelfinale  |
| 2022/23 | Halbfinale    |
| 2021/22 | Achtelfinale  |
| 2020/21 | Hauptrunde    |
| 2019/20 | Achtelfinale  |
| 2018/19 | Achtelfinale  |
| 2017/18 | Viertelfinale |
| 2016/17 | Halbfinale    |
| 2015/16 | Viertelfinale |
| 2014/15 |               |
| 2013/14 |               |
| 2012/13 |               |
| 2011/12 |               |
| 2010/11 |               |
| 2009/10 |               |

### 2. Basketball-Bundesliga
| Saison  | Liga                     | Platz |
| 2001/02 | 2. Basketball-Bundesliga | 1     |
| 2000/01 | 2. Basketball-Bundesliga | 5     |
| 1998/99 | 2. Basketball-Bundesliga | 2     |
| 1997/98 | 2. Basketball-Bundesliga | 5     |
| 1985/86 | 2. Basketball-Bundesliga | 1     |

### Regionalliga
| Saison  | Liga         | Platz |
| 1999/00 | Regionalliga | 1     |

### International

#### Basketball Champions League
| Jahre   | Platz         |
| ------- | ------------- |
| 2023/24 | Viertelfinale |
| 2022/23 | Zwischenrunde |
| 2021/22 | 3             |
| 2018/19 | Gruppenphase  |
| 2017/18 | 4             |
| 2016/17 | 5–8           |

#### Korać-Cup
| Jahre   | Platz                |
| ------- | -------------------- |
| 1993/94 | Runde der letzten 32 |

## Rivalitäten
Im Profibereich stehen die MHP Riesen Ludwigsburg in besonderer Konkurrenz zu den anderen württembergischen Clubs Tigers Tübingen und Ratiopharm Ulm. Außerdem besteht im Jugend- und Damenbereich eine Rivalität zwischen dem Hauptverein BSG Ludwigsburg und den Basketballern vom VfL Waiblingen.

## Kader

### Aktueller Kader
| Spieler | Spieler                | Spieler                    | Spieler    | Spieler | Spieler | Spieler                             |
| Nr.     | Nat.                   | Name                       | Geburt     | Größe   | Info    | Letzter Verein                      |
| ------- | ---------------------- | -------------------------- | ---------- | ------- | ------- | ----------------------------------- |
|         |                        | Guards (PG, SG)            |            |         |         |                                     |
| 2       | Deutschland            | Jacob Patrick              | 21.11.2003 | 1,93 m  |         | BSG Ludwigsburg                     |
| 6       | Deutschland            | Johannes Patrick           | 30.12.2001 | 1,85 m  |         | BSG Ludwigsburg                     |
| 12      | Deutschland            | Lenny Anigbata             | 06.10.2004 | 1,99 m  |         | FC Bayern München                   |
| 31      | Vereinigte Staaten     | Kellan Grady               | 11.08.1998 | 1,96 m  |         | Chorale Roanne Basket               |
|         |                        | Forwards (SF, PF)          |            |         |         |                                     |
| 5       | Vereinigte Staaten     | Jeff Roberson              | 20.08.1996 | 1,98 m  |         | BG Göttingen                        |
| 7       | Vereinigtes Konigreich | Deane Williams             | 23.09.1996 | 2,03 m  |         | Napoli Basket                       |
| 13      | /                      | Yorman Polas Bartolo       | 08.08.1985 | 1,91 m  | (C)     | Skyliners Frankfurt                 |
| 21      | /                      | Dominykas Pleta            | 06.10.2004 | 2,06 m  |         | Basketball Löwen Erfurt             |
| 24      | Deutschland            | Brandon Tischler           | 18.08.2000 | 2,01 m  |         | Löwen Braunschweig                  |
|         | Kroatien               | Tomislav Buljan            | 03.11.2002 | 2,05 m  |         | Melilla Ciudad Del Deporte La Salle |
|         |                        | Center (C)                 |            |         |         |                                     |
| 18      | Deutschland            | Jonas Wohlfarth-Bottermann | 20.02.1990 | 2,08 m  |         | Hamburg Towers                      |

| Trainer     | Trainer     | Trainer     |
| Nat.        | Name        | Position    |
| ----------- | ----------- | ----------- |
| Deutschland | Lars Masell | Cheftrainer |
| Japan       | Kenji Sato  | Co-Trainer  |

| Legende           | Legende                 |
| Abk.              | Bedeutung               |
| ----------------- | ----------------------- |
| (C)               | Mannschaftskapitän      |
|                   | Langfristige Verletzung |
| A-Nat             | Nationalspieler         |
| Quellen           |                         |
| Teamhomepage      |                         |
| Ligahomepage      |                         |
| Stand: 20.07.2024 |                         |

| Legende           | Legende                 |
| Abk.              | Bedeutung               |
| ----------------- | ----------------------- |
| (C)               | Mannschaftskapitän      |
|                   | Langfristige Verletzung |
| A-Nat             | Nationalspieler         |
| Quellen           |                         |
| Teamhomepage      |                         |
| Ligahomepage      |                         |
| Stand: 20.07.2024 |                         |

### Trainer
- Peter Zechmeister (1970er / 1980er / 1993–1997)
- Ion Nicolau (1997)
- Peter Schomers (1997–1999)
- Takis Genikomsidis (1999–2000)
- Tom Schneeman (2000)
- Ion Nicolau (2000–2001)
- Peter Schomers (2001–2003)
- Bruno Socé (2003–2004)
- Silvano Poropat (Februar 2004–2008)
- Rick Stafford (2008 – Mai 2009)
- Tyron McCoy (5. Mai 2009 – Juni 2009)
- Tolga Öngören (Juni 2009 – Juni 2010)
- Markus Jochum (Juni 2010 – Dezember 2011)
- Steven Key (Dezember 2011 – Januar 2013)
- John Patrick (Januar 2013 – Juni 2022)
- Josh King (Juni 2022 – Mai 2024)
- John Patrick (Juni 2024 – März 2025)
- Lars Masell (März 2025 – Mai 2025)
- Mikko Riipinen (seit Mai 2025)

### Spieler
Bekannte und wichtige ehemalige Spieler:
- Hubertus von Stackelberg
- Marco Baldi (Point Guard, 1979–82, 1984–87)
- Markus Jochum (Point Guard, 1987–1996)
- Bertram Koch (Small Forward, 1992–1999)
- Christian Raus  (Point/Shooting Guard, 1996–1998, 2001–02)
- Jens Kujawa  (Center, 1989–93, 1999–01)
- Zeddie Locke (Small Forward, 1996/97)
- Kresimir Miksa (Small Forward, 1997, 1999–01)
- Mark Montgomery (Point Guard, 1994/95)
- Walter Palmer (Center, 1991/92, 1993/94, 2002)
- Peter Schomers (Small Forward, 1989–1992, 1993–1994)
- Jerry Green (Point Guard, 2004–07 und 2010–2012)
- Toby Bailey (Small Forward, 2010/11)
- John Bowler (Center, 2010–2012)
- Coby Karl (Guard, 2013–2015)
- Jon Brockman (Center, Power Forward, 2014–2016)
- Marcos Knight (Guard, 2019–2020)
- Jaleen Smith (Guard, 2019–2021)
- David McCray (Guard, 2007–2012, 2015–2019)

### Bestmarken vergangener Spielzeiten
| Saison  | Punkte                                | Rebounds                   | Assists                    | Steals                      | Blocks                       |
| ------- | ------------------------------------- | -------------------------- | -------------------------- | --------------------------- | ---------------------------- |
| 2017/18 | Elgin Cook 517 (12,9 pro Spiel)       | Dwayne Evans 182 (5,9)     | Thomas Walkup 178 (4,6)    | Thomas Walkup 67 (1,7)      | Justin Sears 31 (0,9)        |
| 2016/17 | Jack Cooley 489 (13,2 pro Spiel)      | Jack Cooley 261 (7,1)      | Cliff Hammonds 128 (4,9)   | Wes Washpun 15 (1,5)        | Jack Cooley 20 (0,5)         |
| 2015/16 | Mustafa Shakur 212 (14,1 pro Spiel)   | Jon Brockman 359 (9,2)     | Kerron Johnson 117 (4,9)   | Rocky Trice 47 (1,6)        | Jason Boone 23 (0,7)         |
| 2014/15 | DJ Kennedy 468 (18,0 pro Spiel)       | Jon Brockman 312 (9,8)     | Kerron Johnson 131 (3,7)   | DJ Kennedy 41 (1,6)         | Patrick Flomo 14 (0,4)       |
| 2013/14 | Keaton Grant 545 (15,6 pro Spiel)     | Gary McGhee 124 (4,8)      | Michael Stockton 136 (3,5) | Keaton Grant 54 (1,5)       | Patrick Flomo 40 (1,0)       |
| 2012/13 | John Turek 472 (13,9 pro Spiel)       | John Turek 211 (6,2)       | Wayne Bernard 65 (2,9)     | Wayne Bernard 53 (1,6)      | John Turek 32 (0,9)          |
| 2011/12 | Alex Harris 398 (12,4 pro Spiel)      | Kurt Looby 180 (5,3)       | Mark Dorris 97 (2,9)       | Mark Dorris 47 (1,4)        | Kurt Looby 53 (1,6)          |
| 2010/11 | Alex Harris 543 (16,0 pro Spiel)      | John Bowler 173 (5,1)      | Jerry Green 155 (4,6)      | David McCray 25 (0,7)       | Toby Bailey 12 (0,4)         |
| 2009/10 | Michael King 421 (10,8 pro Spiel)     | Richard Chaney 170 (5,2)   | Michael King 60 (1,8)      | Richard Chaney 39 (1,2)     | Kyle Visser 24 (0,8)         |
| 2008/09 | Brandon Woudstra 421 (11,5 pro Spiel) | Kelvin Gibbs 147 (4,6)     | Brian Jones 77 (2,7)       | Brandon Woudstra 40 (1,2)   | Marco Sanders 12 (0,4)       |
| 2007/08 | Ronald Ross 490 (14,4 pro Spiel)      | Ronald Ross 144 (4,2)      | Brandon Woudstra 115 (3,8) | Ronald Ross 159 (1,7)       | Coleman Collins 28 (0,9)     |
| 2006/07 | Jerry Green 677 (16,1 pro Spiel)      | Nate Harris 215 (5,1)      | Jerry Green 199 (4,7)      | Je’Kel Foster 65 (1,6)      | Pavelas Cukinas 34 (0,9)     |
| 2005/06 | Jerry Green 474 (14,4 pro Spiel)      | Ermin Jazwin 204 (6,2)     | Jerry Green 114 (3,5)      | Justin Love 32 (1,1)        | Nemanja Jelesijevic 22 (0,7) |
| 2004/05 | Lamayn Wilson 528 (15,8 pro Spiel)    | Lamayn Wilson 224 (6,8)    | Jerry Green 130 (3,9)      | Lamayn Wilson 46 (1,4)      | Lamayn Wilson 33 (1,0)       |
| 2003/04 | Marko Samanic 403 (14,4 pro Spiel)    | Jermaine Dearman 171 (6,1) | Ervin Dragsic 59 (2,1)     | Andrew Kwiatkowski 24 (0,9) | Marko Samanic 8 (0,3)        |
| 2002/03 | Bogdan Popescu 544 (16,0 pro Spiel)   | Bogdan Popescu 182 (5,4)   | Jyri Lehtonen 139 (4,0)    | Jimmal Ball 60 (2,6)        | Hrovje Henjak 31 (0,9)       |

## Spielstätten
- 1960–2009: Rundsporthalle Ludwigsburg (3008 Plätze)
- Seit 2009: MHPArena (4700 Plätze)

Vor Fertigstellung der MHPArena wurden einzelne Spitzenspiele in der Porsche-Arena in Stuttgart ausgetragen. In der Saison 2003/04 fanden die Spiele abwechselnd in der Stuttgarter Schleyer-Halle sowie im Sindelfinger Glaspalast statt.